# Handball

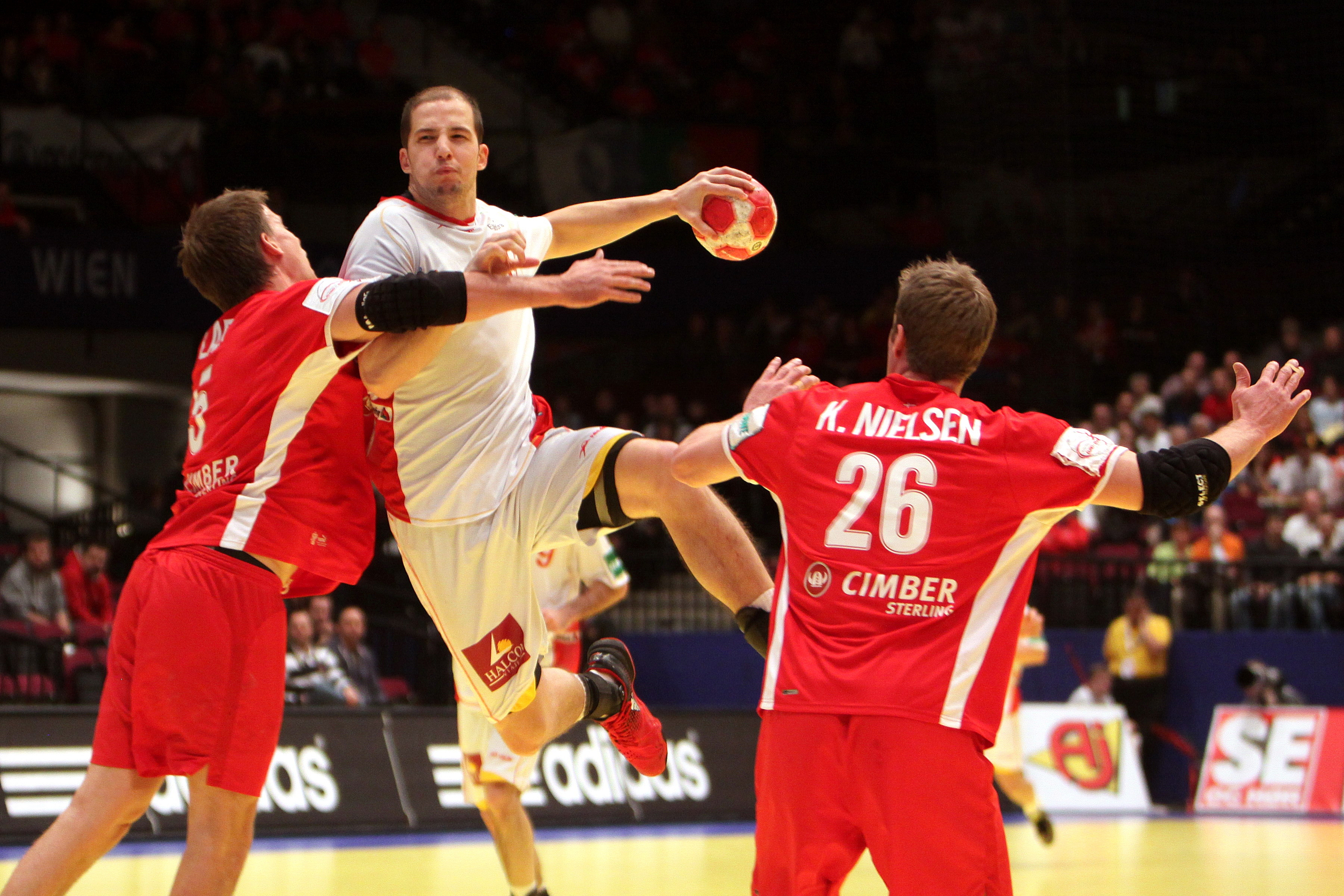
Ein Spieler kurz vor dem Wurf auf das Tor

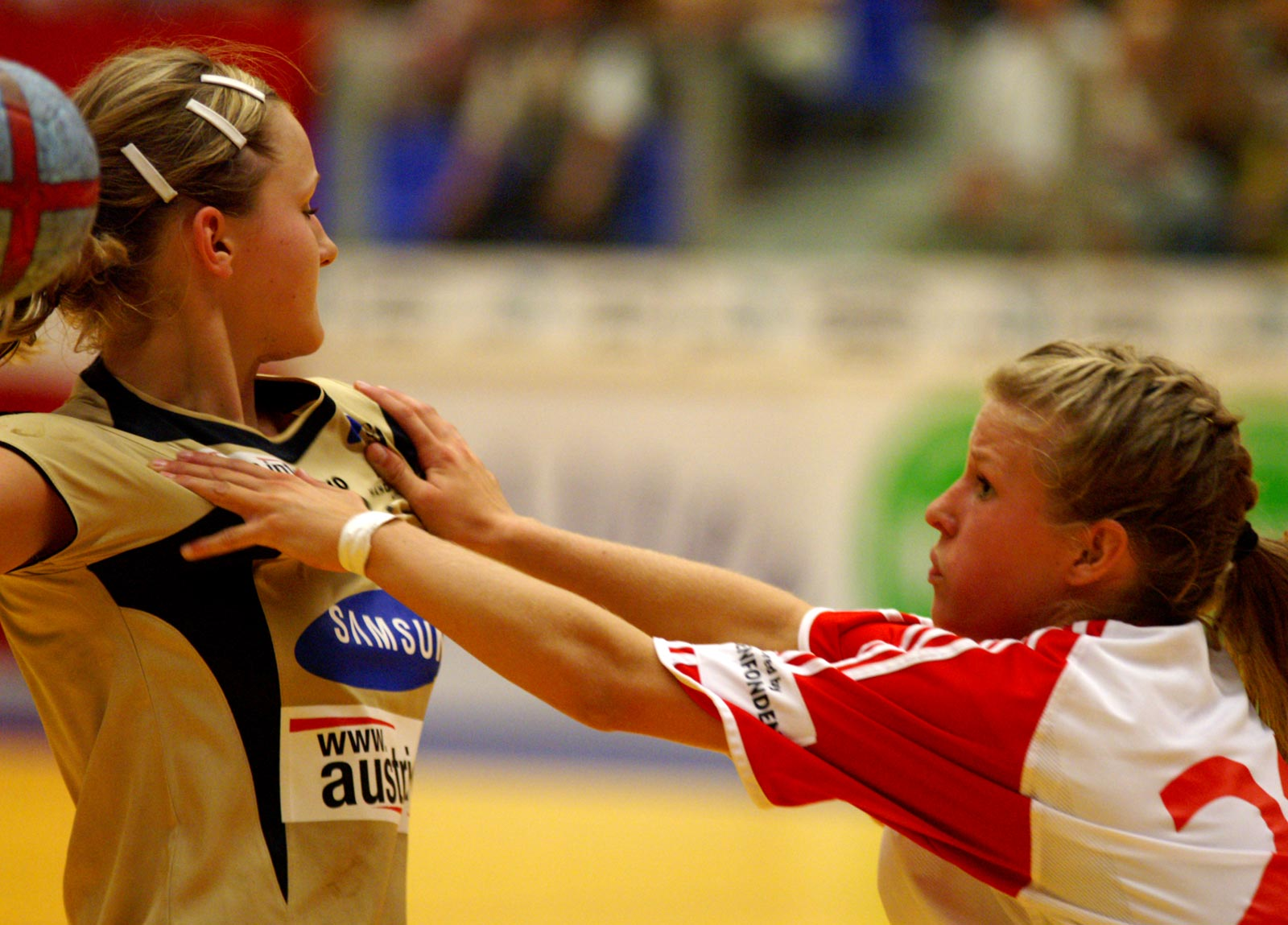
Angriffsszene beim Handballspiel

Handball ist eine Sportart, bei der zwei Mannschaften mit je sieben Spielern (sechs Feldspieler und ein Torwart) gegeneinander spielen. Das Ziel des Spiels besteht darin, den Handball in das gegnerische Tor zu werfen und damit ein Tor zu erzielen. Es gewinnt die Mannschaft, die nach Ablauf der Spielzeit (zweimal 30 Minuten; bei Jugendmannschaften überwiegend kürzere Spielzeiten) die meisten Tore erzielt hat. Neben dem Hallenhandball (meist abgekürzt Handball genannt) gibt es noch zwei weitere Varianten: den früher wesentlich häufiger gespielten Feldhandball und den Beachhandball, der sich wachsender Beliebtheit erfreut.

## Grundlagen

### Spielfläche

Skizze des Spielfeldes

Die Spielfläche hat die Form eines Rechtecks (40 m × 20 m) und wird durch die Mittellinie in zwei Hälften geteilt. In der Mitte der Schmalseiten befinden sich die Tore, vor diesen die jeweiligen Torräume. Der Raum innerhalb der Spielfläche, aber außerhalb der Torräume, ist das Spielfeld. Mittig vom Spielfeld befindet sich durch ein mit vier Meter Durchmesser bemessenen Mittelkreis die Anwurfzone.
Grundsätzlich gilt, dass alle Linien zu dem Raum gehören, den sie begrenzen. Für die Mittellinie bedeutet dies, dass sie zu beiden Spielfeldhälften gehört.

#### Tore
Die Tore sind drei Meter breit und zwei Meter hoch. Sie müssen fest im Boden oder an der dahinter liegenden Wand verankert sein. Der Torrahmen muss ein Rechteck sein.
Die Torpfosten und die Querlatte, die sie verbindet, müssen aus dem gleichen Material (zum Beispiel Holz oder Leichtmetall) bestehen und ein quadratisches Profil von 8 cm Kantenlänge aufweisen. Die Torpfosten und die Querlatte müssen auf den drei von der Spielfläche einzusehenden Seiten mit zwei deutlich kontrastierenden Farben gestrichen sein, die sich ebenfalls deutlich vom Hintergrund abheben. Beide Tore müssen dieselben Farben aufweisen.
Jedes Tor muss ein Netz haben, das sogenannte Tornetz. Dieses muss derart befestigt sein, dass ein ins Tor geworfener Ball normalerweise im Tor verbleibt oder nicht durch das Tor hindurchfliegen kann. Falls notwendig, kann – im Tor hinter der Torlinie – ein weiteres Netz angebracht werden.

#### Torraum
Vor den Toren befindet sich der Torraum. Er wird aus zwei Viertelkreisen mit einem Radius von sechs Metern um die jeweils innere hintere Ecke der Torpfosten und einer Linie parallel zur Torlinie in 6 m Abstand gebildet. Der Torraum darf von Feldspielern nicht betreten werden. Allerdings darf der Ball im Luftraum über dem Torraum gespielt werden, das heißt, ein Angreifer darf vor der Torraumlinie abspringen und aus kurzer Distanz auf das Tor werfen, wobei der Ball die Hand verlassen haben muss, bevor dieser Spieler den Boden berührt. Das Betreten des Torraums ohne Ball, um sich einen Vorteil zu verschaffen (z. B. eine bessere Anspielposition), führt zu Ballverlust für die Mannschaft des Spielers. Die Spielfortsetzung ist Abwurf.
Ein Betreten des Kreises durch einen Abwehrspieler wird in der Regel nur dann geahndet, wenn er sich zum Zwecke der Abwehr einen Vorteil verschafft.

#### Auswechselraum
An einer Längsseite der Spielfläche befindet sich zu beiden Seiten der Mittellinie, außerhalb der Spielfläche, für jede Mannschaft ein Auswechselraum, in dem sich die Offiziellen, die Ergänzungsspieler und gegebenenfalls hinausgestellte Spieler aufhalten. Ein Wechsel zwischen Auswechselraum und Spielfeld ist jederzeit möglich, darf aber nur über die Auswechsellinie erfolgen, die von der Mittellinie aus jeweils 4,50 m lang ist.

#### Anwurfzone
Mit den Regeländerungen 2022 wurde die Anwurfzone eingeführt, die durch einen Kreis mit vier Meter Durchmesser mittig des Spielfeldes dargestellt wird. Die Ausführung des Anwurfes darf innerhalb der Anwurfzone in der Bewegung erfolgen. Während für die Profiligen und die Spielklassen des Deutschen Handballbundes (3. Liga und Jugendbundesliga) eine entsprechende Markierung auf dem Spielfeld auch eingeführt werden muss, dürfen in den Oberligen und auf Ebene der Landesverbände pragmatische Lösungen gefunden werden. So kann beispielsweise der mit einem ähnlichen Maß bemessene Mittelkreis eines oft vorhandenen Basketballfeldes genutzt werden oder die Anwurfzone wird mittels Klebeband aufgeklebt (diese Markierung muss nicht durchgängig sein).

### Spielball

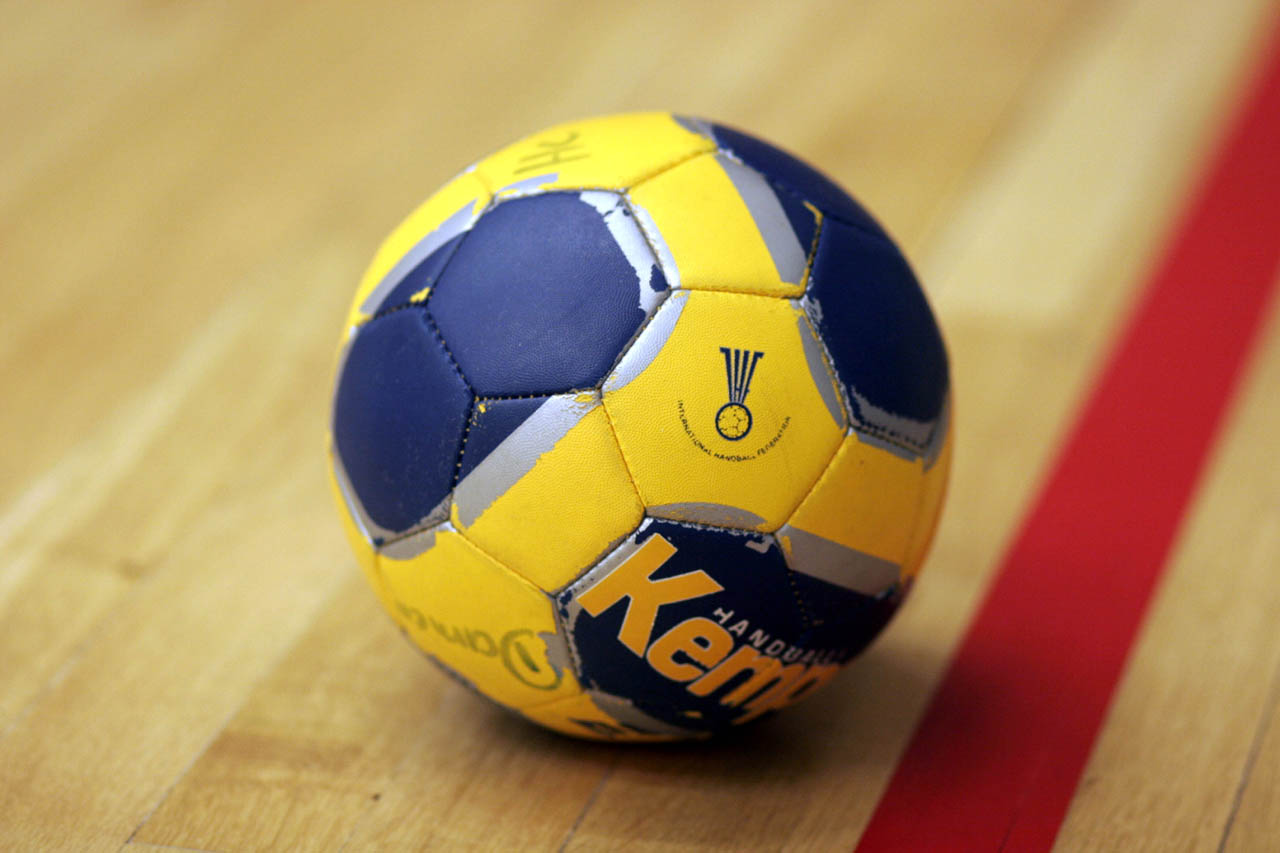
Ein Handball der Größe III

Der Spielball besteht aus einer luftgefüllten Leder- oder Kunststoffhülle. Es werden vier Größen verwendet (Regel 3:2):
| Größe | Mannschaften                                                                  | Umfang (in cm) | Gewicht (in g) |
| ----- | ----------------------------------------------------------------------------- | -------------- | -------------- |
| III   | Männer und männliche Jugend ab 16 (mJA)                                       | 58–60          | 425–475        |
| II    | Frauen, männliche Jugend ab 12 (mJC+mJB) und weibliche Jugend ab 14 (wJB+wJA) | 54–56          | 325–375        |
| I     | Jugend ab 8 (mJE, mJD, wJE, wJD, wJC) im Bereich des DHB ab 10 Jahre          | 50–52          | 290–330        |

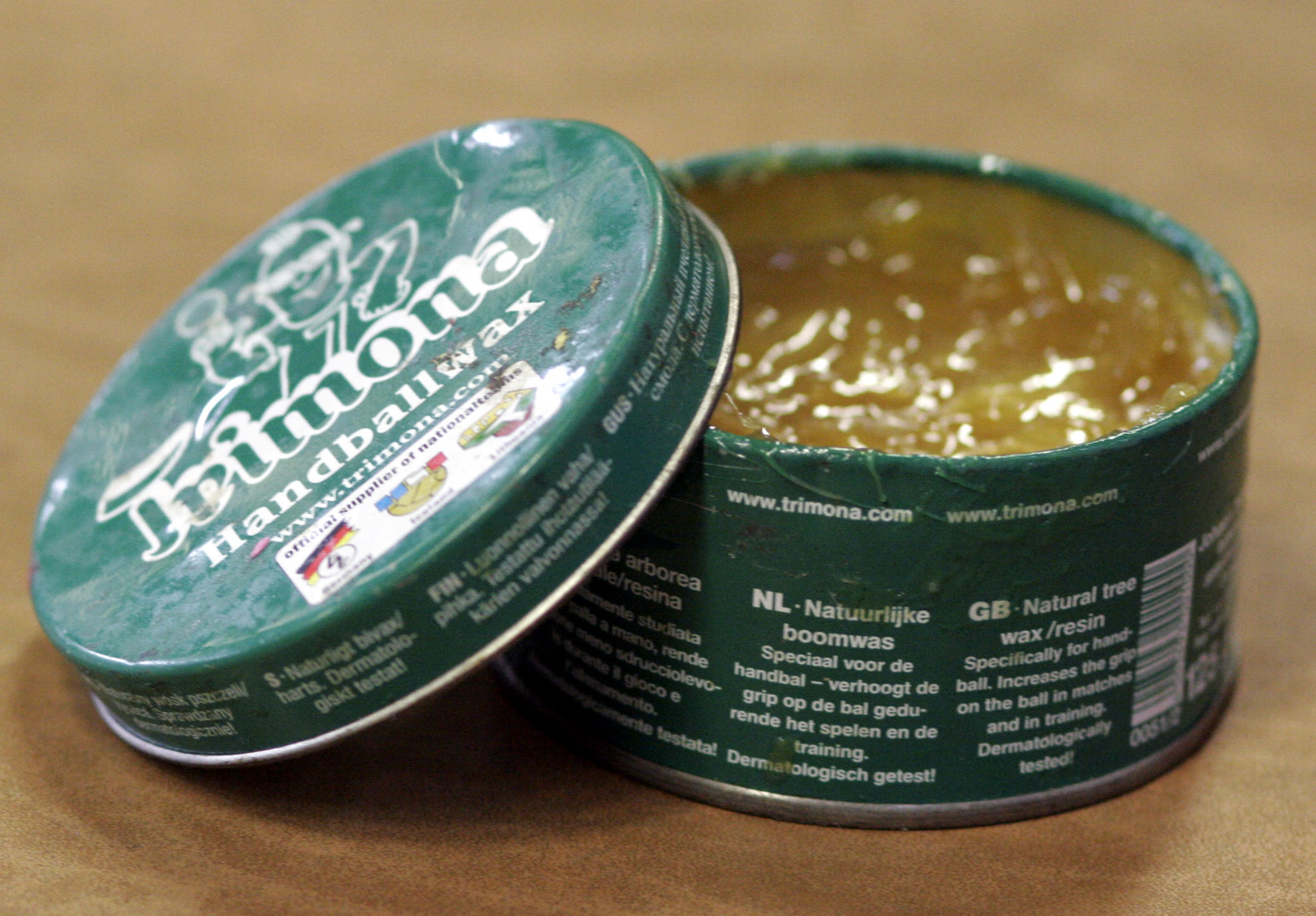
Ein „Harztopf“

Größe und Gewicht für Bälle im „Mini-Handball“ (für Kinder jünger als 8 Jahre) sind in der IHF-Regel nicht festgelegt. Der inoffizielle Umfang des Minihandballs beträgt 48 cm.
Besonders im Seniorenbereich und in den höheren Altersklassen wird der Ball häufig geharzt. Das Harz trägt dazu bei, dass der Ball auch mit einer Hand bequem gehalten und gefangen werden kann und man diverse Trickwürfe, wie zum Beispiel Dreher, ausführen kann. In vielen Hallen sind Harz- und Haftmittel jedoch verboten, da diese klebrige Spuren hinterlassen, die nur mit speziellen Lösemitteln entfernt werden können. Neben eventuellen negativen gesundheitlichen Auswirkungen ist dies der Hauptgrund dafür, dass die Verwendung von Harz Gegenstand andauernder Diskussionen ist.

### Spielzeit

#### Spieldauer

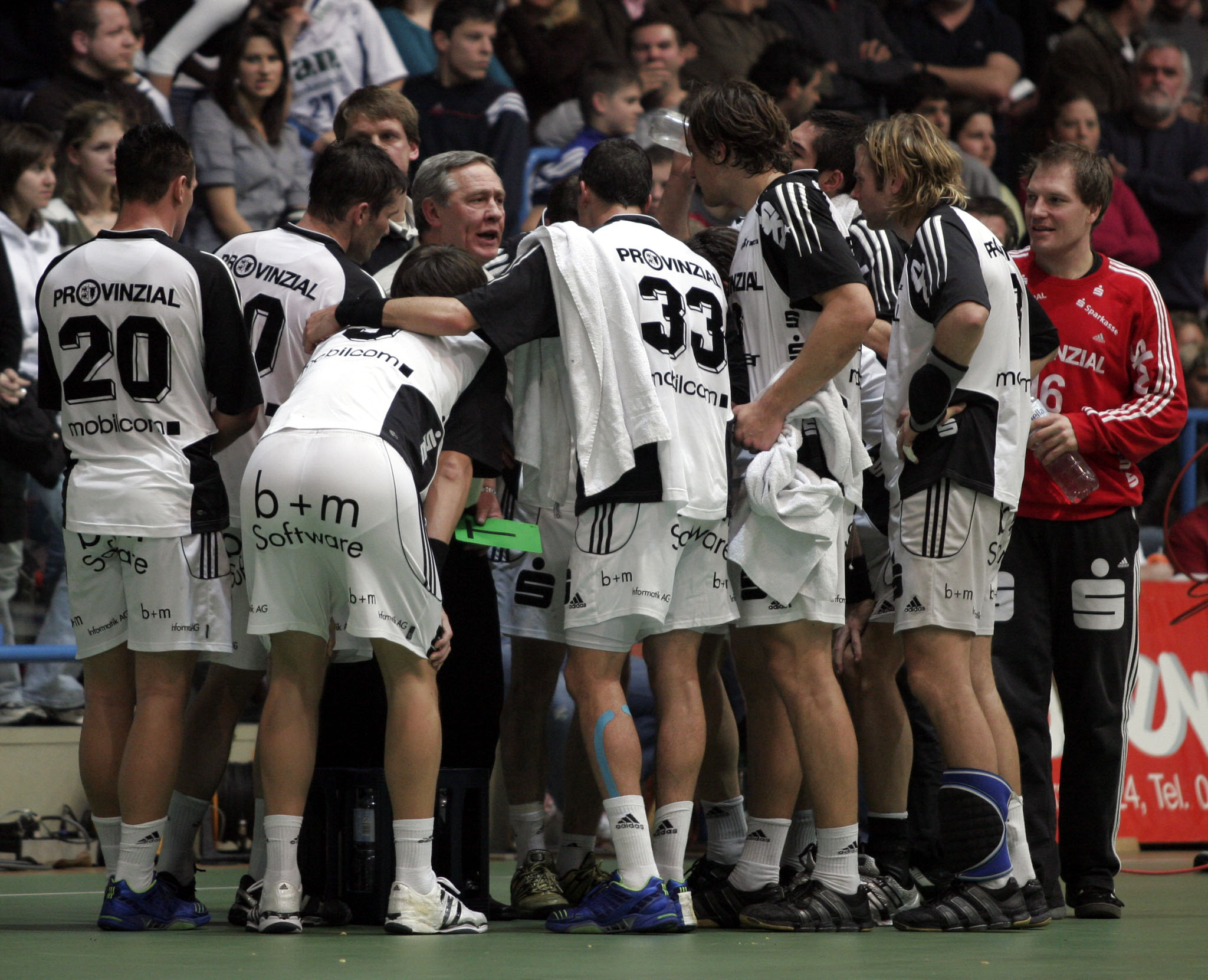
Team-Time-out in einem Bundesligaspiel

Die offizielle Spielzeit für alle Mannschaften mit Spielern ab 16 Jahren und älter beträgt 2 × 30 Minuten mit einer Pause von 10 Minuten. Für Jugendmannschaften ist die Spielzeit wie folgt reduziert:
- 2 × 25 Minuten bei einem Alter von 13 bis 16 Jahren (C-Jugend und B-Jugend)
- 2 × 20 Minuten bei einem Alter von 8 bis 12 Jahren (E-Jugend und D-Jugend)

Der DHB hat diese Vorgaben in Altersklassen (A- bis E-Jugend) umgesetzt. Bei Turnieren werden teilweise kürzere Spielzeiten angesetzt.
Bei Spielen, bei denen eine Entscheidung herbeigeführt werden muss (z. B. Turniere oder DHB-Pokal), gibt es bei Unentschieden maximal zwei Verlängerungen von jeweils 2 × 5 Minuten mit einer Minute Pause. Ist auch dann noch keine Entscheidung gefallen, wird diese mit einem Siebenmeterwerfen herbeigeführt.
Halbzeit und Spielende werden vom Zeitnehmer durch ein akustisches Signal (Hupe, Sirene oder Pfeife) angezeigt. Anders als z. B. im Fußball bestimmen im Handball also nicht die Schiedsrichter die Spieldauer, und es gibt keine Nachspielzeit. Freiwürfe, auf die das Signal zu Halbzeit bzw. Spielende folgt, müssen allerdings noch ausgeführt werden. Die Schiedsrichter können nach eigenem Ermessen die Spielzeit unterbrechen (Unterbrechung, Timeout). Beim Siebenmeter soll nur bei einer besonderen Verzögerung, z. B. bei einem Torwartwechsel, auf Timeout entschieden werden.

#### Auszeit (TTO)
Jede Mannschaft hat während der regulären Spielzeit das Recht auf ein Team-Time-Out (TTO, dt. „Auszeit“) pro Halbzeit von einer Minute Dauer. Nicht in Anspruch genommene Auszeiten verfallen (Regel 2:10, Erläuterung 3). Während der Auszeit werden gewöhnlich Spieltaktiken besprochen. Häufig wird das TTO aber auch nur aus rein taktischen Gründen genommen, um den Spielfluss der gegnerischen Mannschaft zu unterbrechen.
IHF, Kontinentalverbände und nationale Verbände haben das Recht, für ihren Bereich abweichende Regelungen bezüglich der Anzahl der TTO zu treffen, wobei jede Mannschaft pro Spiel (ausgenommen Verlängerungen) Anspruch auf drei TTOs von jeweils einer Minute hat, jedoch pro Halbzeit nur zwei möglich sind. Diese Regelung findet hauptsächlich nur im Jugendbereich der Verbände Anwendung.
Das TTO wird durch den Mannschaftsverantwortlichen dadurch beantragt, indem er eine grüne Karte, meist mit einem schwarzen oder weißen „T“ versehen, auf den Tisch von Zeitnehmer und Sekretär legt. Der Zeitnehmer unterbricht sofort das Spiel mit einem akustischen Signal (Hupe, Sirene oder Pfeife) und hält die Zeit an, sofern die Auszeit beantragende Mannschaft in Ballbesitz ist sowie unter der Voraussetzung, dass der Antragsteller den Ballbesitz nicht verliert, bevor der Zeitnehmer pfeifen kann.
Im Falle von Strafen zählt das Team-Time-Out zur Spielzeit, sodass unsportliches Verhalten und andere Vergehen entsprechend geahndet werden. Dabei ist es bedeutungslos, ob sich der betreffende Spieler/Offizielle auf oder außerhalb der Spielfläche befindet. Entsprechend können eine Verwarnung, eine Hinausstellung oder Disqualifikation gegeben werden.

### Schiedsrichter
Beim Handball gibt es zwei gleichberechtigte Schiedsrichter, welche die Einhaltung der Regeln überwachen. Sie fungieren abwechselnd als Feld- und Torschiedsrichter, wobei sich die Mannschaften üblicherweise zwischen den beiden Schiedsrichtern befinden. So ist gewährleistet, dass die Aktionen in Abwehr und Angriff im Normalfall von beiden Seiten der Spielsituation aus bewertet werden können. In unteren Ligen wie der Kreisliga und Kreisklasse wird auch oftmals aus Kosten- und Verfügbarkeitsgründen ein alleiniger Feldschiedsrichter eingesetzt.
Die Schiedsrichter werden durch zusätzliche Unparteiische am Kampfgericht unterstützt.

## Mannschaft und Ballführung

### Spieleranzahl und Auswechslungen
Jede Mannschaft besteht aus sieben Spielern – sechs Feldspielern und einem Torwart. Bis zu sieben weitere Mitspieler können als Auswechselspieler auf der Wechselbank Platz nehmen. Der Wechsel der Spieler erfolgt beliebig oft während des laufenden Spiels innerhalb des vorgeschriebenen Wechselraums. Eine Auswechslung mit Anmeldung wie beim Fußball gibt es hierbei nicht. Innerhalb des DHB gilt ferner die Sonderregelung, dass im Jugendbereich bis zur A-Jugend nur bei eigenem Ballbesitz oder bei einer Spielzeitunterbrechung (Timeout) gewechselt werden darf. Damit soll im Jugendbereich eine frühzeitige Spezialisierung auf Angriff oder Abwehr verhindert werden.

### Feldspieler

Spielpositionen in Angriff und Abwehr (5:1-Deckung)

Spielpositionen in Angriff und Abwehr (6:0-Deckung)

Die Feldspieler dürfen den Ball nicht nur mit der Hand berühren, sondern mit allen Körperteilen oberhalb des Knies (das Knie eingeschlossen), wobei, wie in anderen Ballsportarten auch, zwischen Fangen und Prellen unterschieden wird. Ohne Prellen darf der Spieler nur maximal drei Schritte machen und den Ball nur drei Sekunden lang festhalten, dann muss er den Ball durch Pass an einen Mitspieler oder durch einen Torwurf freigeben. Bewegt er sich mit dem Ball über das Spielfeld, so darf direkt nach der Ballannahme maximal drei Schritte und nach dem Prellen maximal drei Schritte gelaufen werden. Läuft ein Spieler unbehindert (d. h. ohne Halten oder Klammern durch den Gegner) mehr als diese drei Schritte („Schrittfehler“ oder einfach „Schritte“ genannt) oder fängt er den Ball, dribbelt dann, nimmt den Ball wieder auf und beginnt erneut zu dribbeln (umgangssprachlich auch als „Zweimal“, „Doppel“ oder „Doppelfang“ bezeichnet), gelangt die gegnerische Mannschaft (durch einen Freiwurf) in Ballbesitz. Außerdem dürfen die Feldspieler den Ball nicht absichtlich in den eigenen Torraum zurückspielen. In diesem Fall erhält die gegnerische Mannschaft einen Freiwurf.

#### Spielsystem
Die Abkürzungen der Feldspieler und Beschreibung ihrer Positionen lauten wie folgt:
Im Angriff:
- LA – Linksaußen – linker Flügel – linke Außenbahn
- RA – Rechtsaußen – rechter Flügel – rechte Außenbahn
- RL – Rückraumlinks – linker Rückraum
- RM – Rückraummitte – zentraler Rückraum, „Spielmacher“
- RR – Rückraumrechts – rechter Rückraum
- KM – Kreismitte – Kreis
- KL/KR – Kreislinks/Kreisrechts (im Spielsystem mit zwei Kreisläufern) – Kreis

In der Abwehr:
- AL – Außenlinks – linker Flügel – linke Außenbahn, Gegenspieler des RA
- AR – Außenrechts – rechter Flügel – rechte Außenbahn, Gegenspieler des LA
- HL – Halblinks – linker Rückraum, Gegenspieler des RR
- HR – Halbrechts – rechter Rückraum, Gegenspieler des RL
- HM – Hinten Mitte – zentraler Deckungsspieler am Kreis
- VM – Vorne Mitte – vorgezogener Deckungsspieler, „Indianer“
- IL/IR – Innenlinks/Innenrechts (Mittelblock deckt auf einer Linie) – zwei zentrale Deckungsspieler am Kreis

Die Positionen werden immer aus der Sicht des Torwarts bezeichnet.

### Torwart

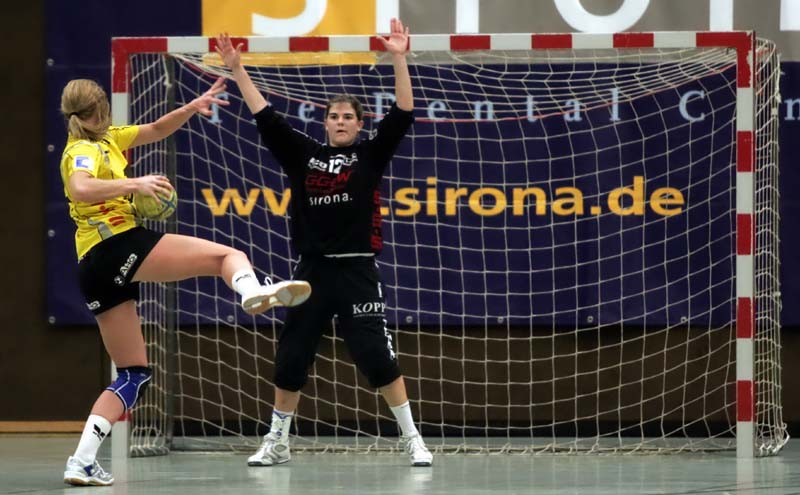
Eine Torfrau beim Siebenmeter

Der Torwart (abgekürzt: TW) wird bisweilen als wichtigste Position im Handball gesehen. Er darf im Torraum den in Richtung Tor geworfenen Ball mit allen Körperteilen abwehren. Der Torwart muss sich in der Bekleidung von den Feldspielern unterscheiden, darf aber auch den Torraum verlassen (jedoch nicht mit dem unter Kontrolle gebrachten Ball). Einen nicht unter Kontrolle gebrachten Ball darf er außerhalb des Torraums weiterspielen. Jeder Spieler einer Mannschaft kann als Torwart eingesetzt werden. In bestimmten Situationen kann es vorkommen, dass die ballführende Mannschaft ihren Torwart durch einen siebten Feldspieler ersetzt, der nicht extra gekennzeichnet werden muss (Empty Goal). Dies geschieht üblicherweise bei einem Tor Rückstand oder Gleichstand kurz vor Spielende, um in Überzahl mehr Druck im Angriff entwickeln zu können, oder wenn ein Spieler eine Zeitstrafe bekommen hat, damit die Mannschaft nicht in Unterzahl angreifen muss. Dabei besteht die Gefahr, dass bei Ballverlust die gegnerische Mannschaft auf das eigene leere Tor werfen kann, bevor der Torwart wieder eingewechselt werden konnte.
Wenn der Torwart bei einem Siebenmeter oder direkt ausgeführten Freiwurf von dem Spieler, der den Strafwurf ausführt, mit dem Ball direkt am Kopf getroffen wird, muss der werfende Spieler mit einer Disqualifikation bestraft werden. Zusätzlich kann seit der Saison 2022/23 in allen Spielklassen ein Kopftreffer durch einen ungehinderten Wurf aus einer freien Spielsituation mit einer Hinausstellung (2-Minuten-Strafe) geahndet werden. Das entscheidende Kriterium für die Anwendung dieser neuen Regel ist eine freie Spielsituation, die gemäß Regelwerk vorliegt, wenn sich zwischen dem Werfer und dem Torwart kein Verteidiger befindet. In allen Fällen liegt kein zu ahndender Kopftreffer vor, wenn der Torwart den Kopf in Richtung des Balls bewegt.

### Wurftechniken

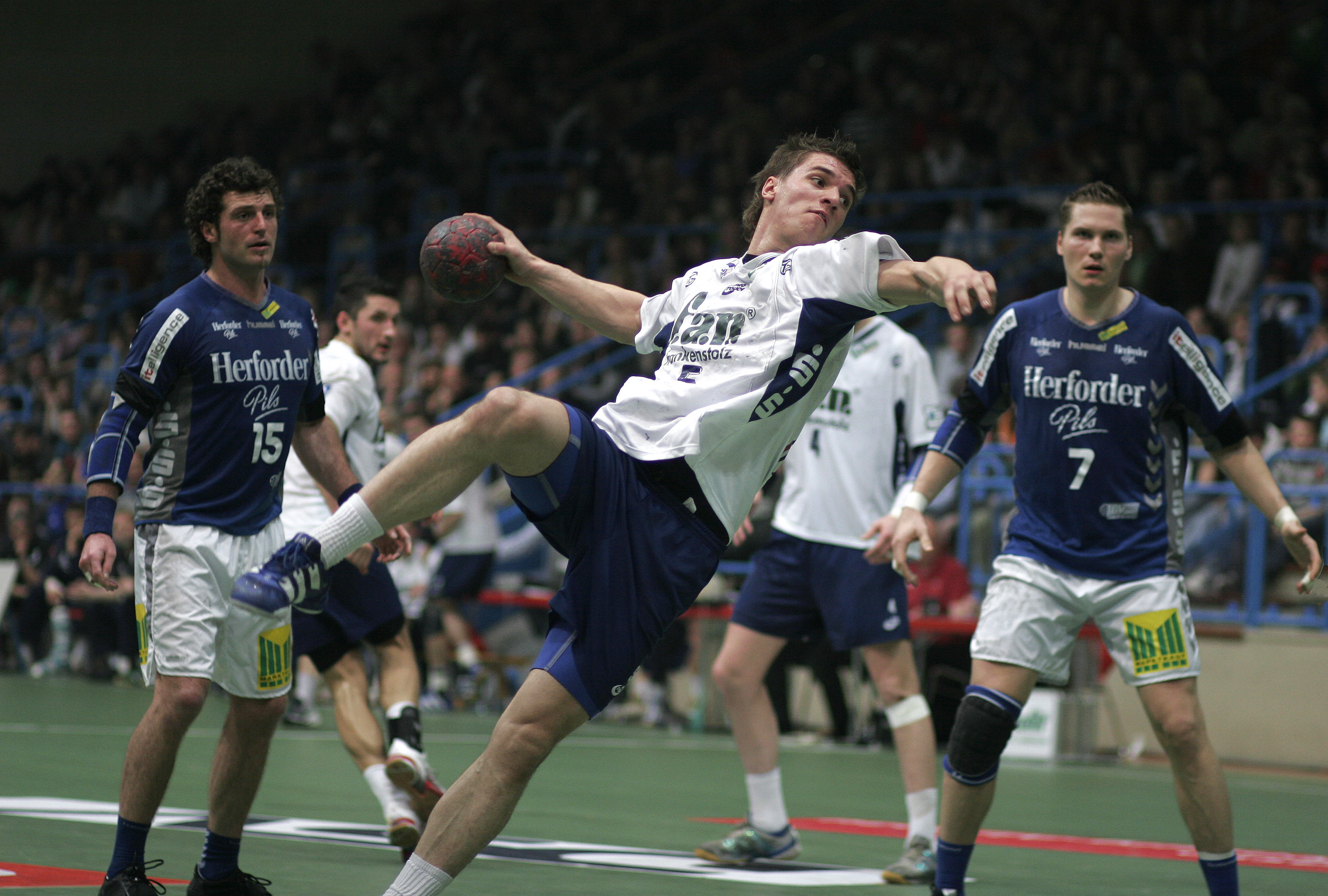
Ein Kreisläufer (hier Hannes Volk) in Aktion

Insgesamt gibt es vier verschiedene Wurftechniken:
1. Schlagwurf/Stemmwurf/Kernwurf: Der ballführende Spieler wirft aus dem Stand oder bremst seine Vorwärtsbewegung zum Stand und nutzt diesen Schwung zur Ballbeschleunigung.
2. Sprungwurf: Der Spieler springt, in der Regel mit Anlauf, in die Höhe und versucht, über die gegnerische Abwehr zu werfen.
3. Fallwurf: Der Fallwurf, der bevorzugt nahe der Torraumlinie angewendet wird, ist streng genommen ein Schlagwurf aus der Fallbewegung. Es gibt zwei Arten der Ausführung: frontal oder aus der Körperdrehung heraus.
4. Laufwurf: Der Laufwurf wird aus der Bewegung heraus wie der Schlagwurf ausgeführt, nur über das seitengleiche Bein. Der untypische Bewegungsablauf kann den Torwart überraschen.

Weiterhin gibt es spezielle Variationen gewisser Techniken:

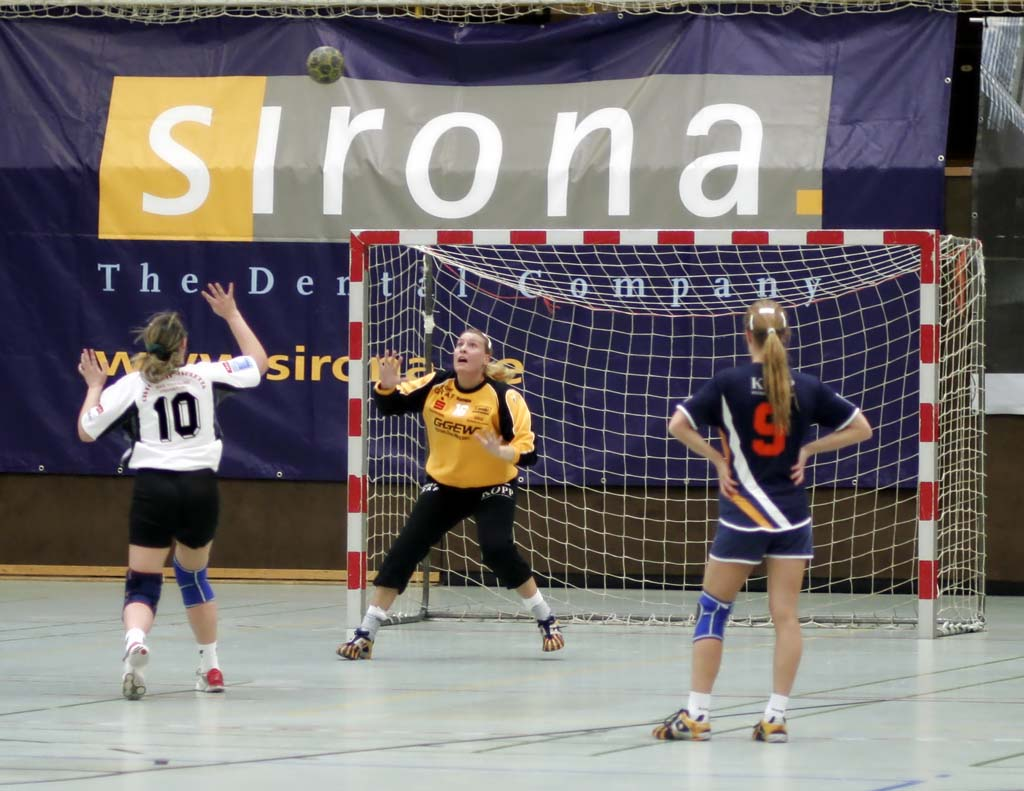
Ein Heber beim Siebenmeterwurf

- Schlenzer (Hüftwurf)
- Kempa-Trick (Flieger)
- Dreher (Wuzzler)
- Heber
- Abknickwurf
- Luftdreher

## Fouls und Strafen

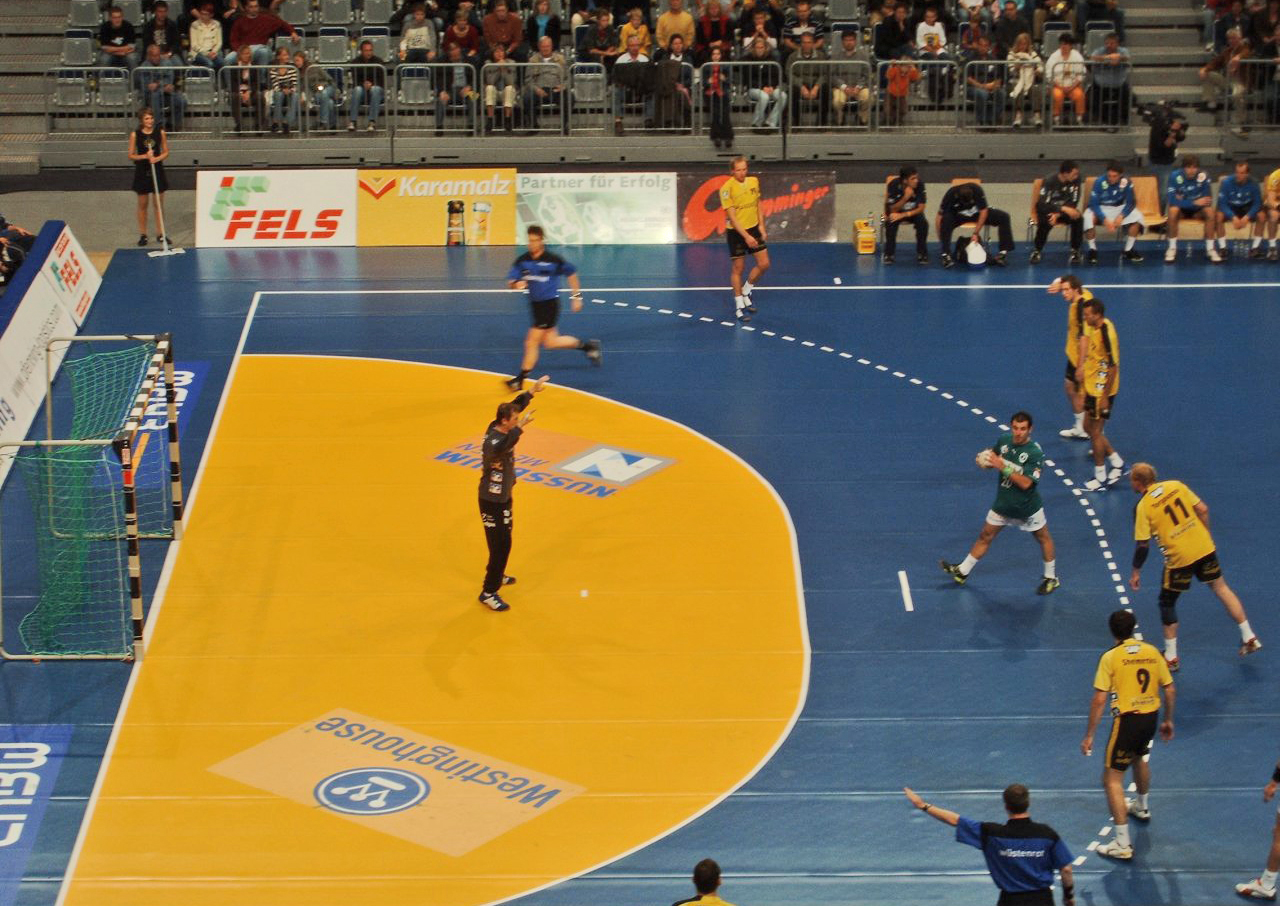
Siebenmeter

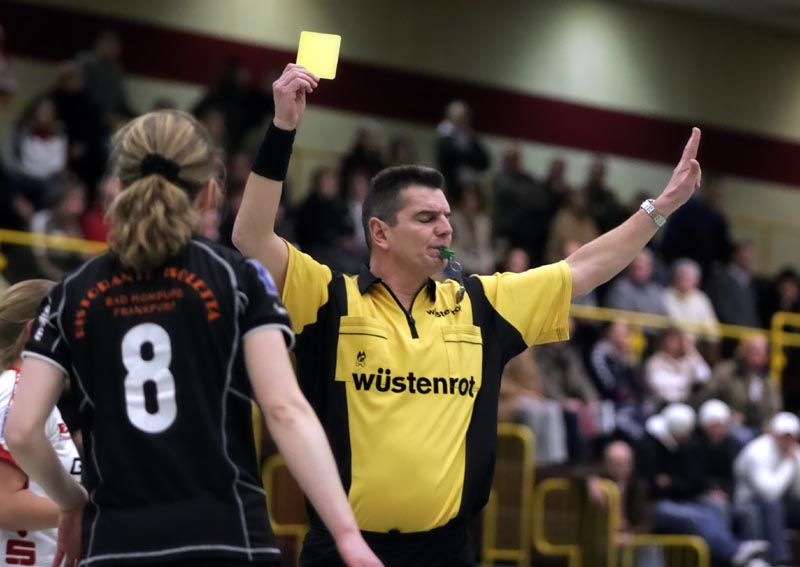
Gelbe Karte – Verwarnung

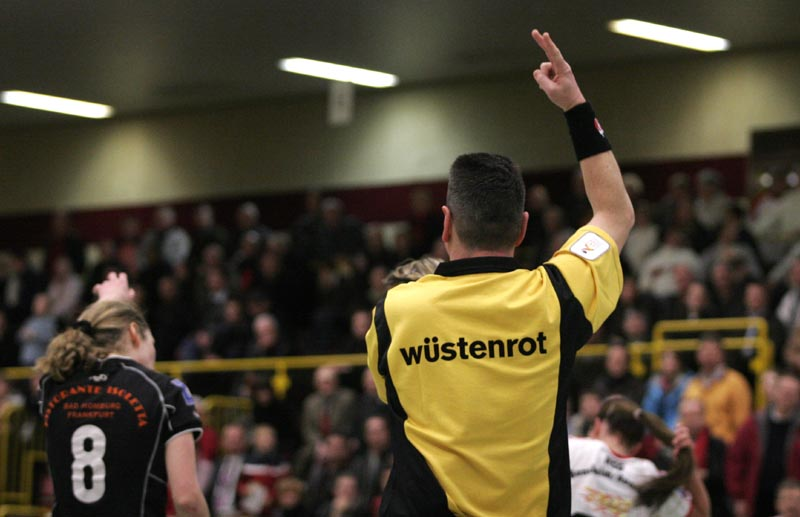
2-Minuten-Zeitstrafe

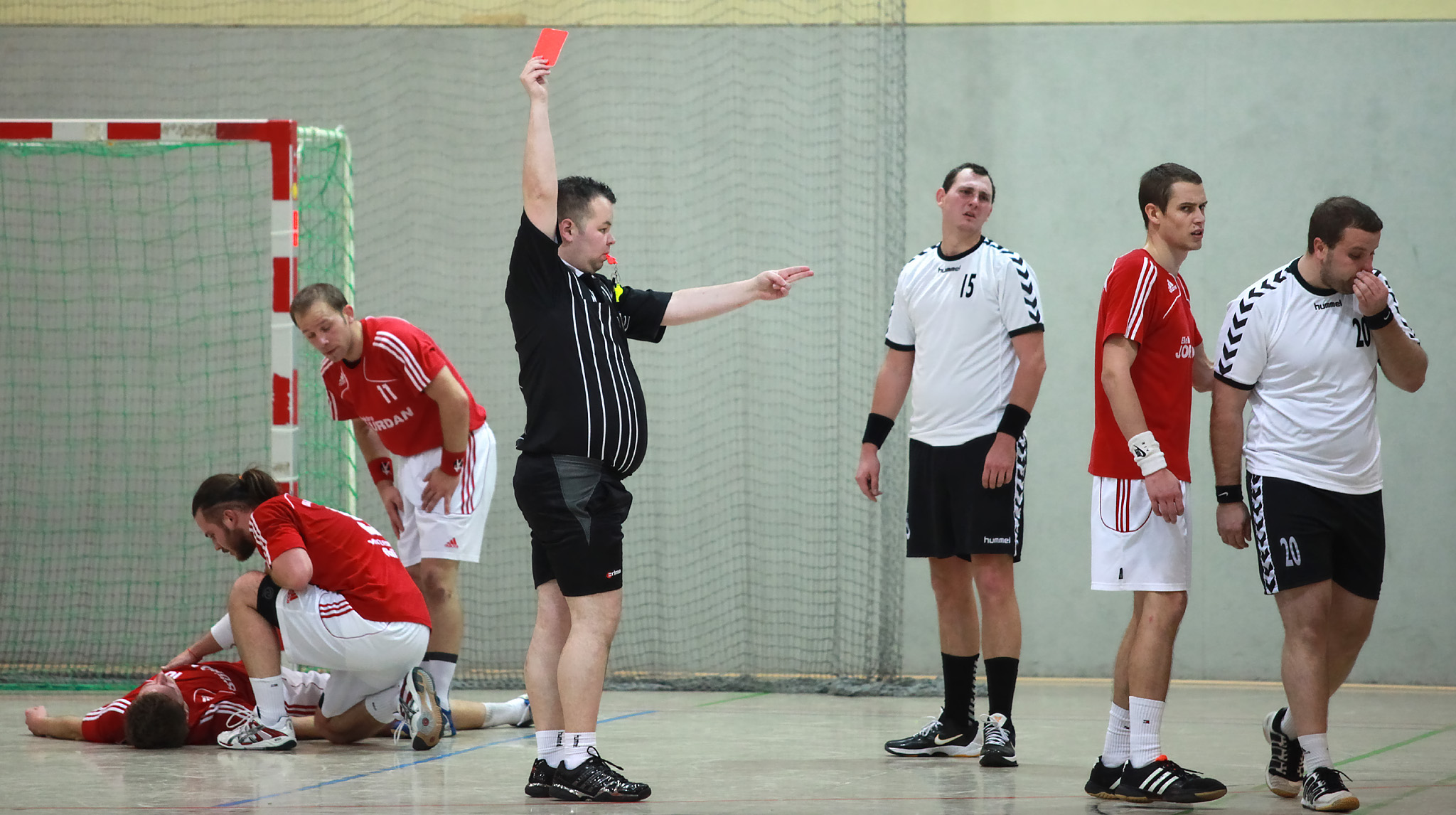
Rote Karte – Disqualifikation

Es ist erlaubt, den Ball wegzuspielen oder zu blocken sowie den Gegenspieler zu sperren. Körperkontakt ist grundsätzlich ebenfalls erlaubt. Es ist nicht erlaubt, den Ball wegzureißen, den Gegenspieler festzuhalten, zu klammern, zu stoßen, anzuspringen, wegzudrängen oder Ähnliches. Handball ist damit bewusst als körperbetontes Spiel angelegt.
Verstöße gegen die Regeln führen zu Ballverlust und
- zu einem Freiwurf an der Stelle des Regelverstoßes, mindestens jedoch 9 Meter vom Tor des Gegners
- zu einem 7-Meter-Wurf, wenn der Gegenspieler durch die Regelwidrigkeit, egal welcher Art, an einer klaren Torgelegenheit gehindert wurde. Der Siebenmeterwurf gilt hier als Wiedergutmachung bzw. Wiederherstellung einer klaren Tormöglichkeit.

Zusätzlich zu dieser Spielfortsetzung ist bei besonderer Ausprägung der Verstöße gegen die Regel ein „progressives Strafsystem“ definiert:
- die Verwarnung in Form einer  Gelben Karte. Pro Mannschaft sollen nur drei Verwarnungen ausgesprochen werden, danach folgen 2-Minuten-Zeitstrafen.
- die  2-Minuten-Zeitstrafe. Sie kann auch bei besonderer Schwere des Regelverstoßes ausgesprochen werden, bevor die 3 Verwarnungen „verbraucht“ wurden.
- die 2+2-Minuten-Zeitstrafe. Sie kann z. B. ausgesprochen werden, wenn ein Spieler auf eine gegen ihn verhängte Zeitstrafe lautstark oder gestenreich protestiert, aber dabei den Schiedsrichter nicht beleidigt.
- die 2-Minuten-Zeitstrafe+Disqualifikation. Sie wird ausgesprochen, wenn ein Spieler sich nach einer Hinausstellung zu einer weiteren Unsportlichkeit hinreißen lässt, wie z. B. demonstratives Wegwerfen oder Schießen des Balls, Beleidigung oder Tätlichkeit.
- die Disqualifikation in Form einer  Roten Karte bei besonders definierten Verstößen, insbesondere bei gesundheitsgefährdendem Foulspiel. Die dritte 2-Minuten-Zeitstrafe desselben Spielers führt ebenfalls zu seiner Disqualifikation. Die Mannschaft wird wie bei der 2-Minuten-Zeitstrafe um einen Spieler auf der Spielfläche reduziert, darf jedoch, nachdem die zwei Minuten abgelaufen sind, einen anderen Spieler auf das Feld schicken. Sollte auf die Disqualifikation eine Meldung erfolgen, droht dem betreffenden Spieler eine mögliche Sperre. Diese Disqualifikation mit Bericht wird seit dem 1. Juli 2016 durch das zusätzliche Hochhalten der  Blauen Karte angezeigt.

Eine Eintragung in den Spielbericht wird neben Tätlichkeiten auch bei bestimmten Vergehen in den letzten 30 Sekunden der 2. Halbzeit oder zweiten Hälfte der Verlängerung ausgesprochen. Zu diesen Vergehen zählen zum einen das Verhindern einer Wurfausführung, z. B. beim Freiwurf oder Anwurf, oder ein Vergehen, das im normalen Spielverlauf lediglich mit einer roten Karte geahndet würde. Seit der Saison 2015/16 wurde diese Regelung in der ersten und zweiten Bundesliga dahingehend verändert, dass nun ein Siebenmeter für die geschädigte Mannschaft zu geben ist und dafür auf eine zusätzliche Sperre verzichtet wird.
Der Ausschluss war bis zum 30. Juni 2010 die härteste Form der Bestrafung in einem Handballspiel. Sie wurde bei Tätlichkeiten eines Spielers gegenüber anderen Spielern, Schiedsrichtern, Zeitnehmern/Sekretären, Mannschaftsoffiziellen, Delegierten, Zuschauern usw. ausgesprochen. Der Spieler wurde vom Spiel ausgeschlossen und die Mannschaft durfte den Spieler nicht ersetzen, musste also für den Rest des Spiels mit einem Spieler weniger spielen. Außerdem brachte der Ausschluss auch nach dem Spiel schärfere Strafen als eine Disqualifikation für den Verein bzw. den Spieler mit sich, wie Geldstrafe, lange Sperre o. Ä. Der Ausschluss war nicht dem progressiven Strafsystem zuzuordnen, sondern als „Strafe für besonders schwere Fälle“ zu sehen. Als Tätlichkeit gelten Anspucken, sofern jemand getroffen wird, Treten und Schlagen. Die beiden letztgenannten Delikte werden gegebenenfalls als Disqualifikation bestraft, wenn sie als Affekthandlung unmittelbar auf ein Foul des Gegners erfolgen. Sonst gab es hier auch einen Ausschluss. Da diese Strafe allerdings selten angewendet wurde, hat die IHF sie mit der Regeländerung am 1. Juli 2010 abgeschafft. Jetzt muss bei solchen Vergehen eine Disqualifikation ausgesprochen und eine Meldung verfasst werden. Nach 2 Minuten darf die Mannschaft sich wieder vervollständigen.
Für die drei Offiziellen und den Mannschaftsverantwortlichen auf der Bank gelten bei der Bestrafung Sonderregelungen. Diese vier Personen dürfen insgesamt eine Verwarnung und eine Hinausstellung erhalten, danach wird jedes Vergehen mit Disqualifikation bestraft.
Da es im praktischen Spielbetrieb nur schwer möglich ist, den Gegenspieler regelkonform vom Ball zu trennen, sind Freiwürfe und progressive Bestrafung normale einkalkulierte Bestandteile eines Handballspiels.

## Grundsätzliche Strategie
Beim Handball bewegen sich bei normalen Angriffen alle Feldspieler in die Hälfte der verteidigenden Mannschaft. Beim schnellen Umschalten nach Ballgewinn aus der Deckung heraus gewinnt die erste Welle (beim Tempogegenstoß) heutzutage aber immer mehr an Bedeutung. Bei diesem Angriff wird meist über die beiden Außenpositionen oder über vorgelagerte, offensive Abwehrspieler versucht, mit wenigen Spielern eine kurzzeitige Überzahlsituation zu schaffen und so zu einfachen Torerfolgen zu gelangen. Ist die erste Welle nicht erfolgreich bzw. können die Konterspieler nicht angespielt werden, greift die zweite Welle: die verbleibenden Spieler organisieren den Ballvortrag, wieder mit dem Ziel, sich gegenüber der meist noch in der Rückwärtsbewegung befindlichen abwehrenden Mannschaft Überzahlsituationen zu verschaffen. Weitere Varianten des schnellen Angriffsspiels sind der schnelle Anwurf nach einem Torerfolg der gegnerischen Mannschaft – „Schnelle Mitte“ genannt – und die dritte Welle – meist eine standardisierte Angriffskonzeption nach dem Ballvortrag gegen die gerade formierte Deckung. Die Taktik der „Schnellen Mitte“ hat seit der Saison 2022/23 durch die Einführung der Anwurfzone noch mehr an Bedeutung gewonnen, da das Spiel noch schneller wird und die Ausführung des Anwurfs für die angreifende Mannschaft einfacher wird.
Zur Unterscheidung der Wellen wird die Position der Verteidigung herangezogen:
- In der ersten Welle befinden sich alle Abwehrspieler noch auf dem Weg zu ihren Abwehrpositionen, sie bewegen sich noch auf ihr Tor zu.
- In der zweiten Welle haben sich einige Abwehrspieler an ihrem Kreis mit ihrer Körpervorderseite in Richtung der Angreifer gedreht und sind bereit, aus dieser Position auf die Aktionen der Angreifer zu reagieren.
- In der dritten Welle sind alle Abwehrspieler zur Abwehr bereit, jedoch noch nicht auf der von der Taktik her vorgesehenen Position.

### Verteidigung und Angriff

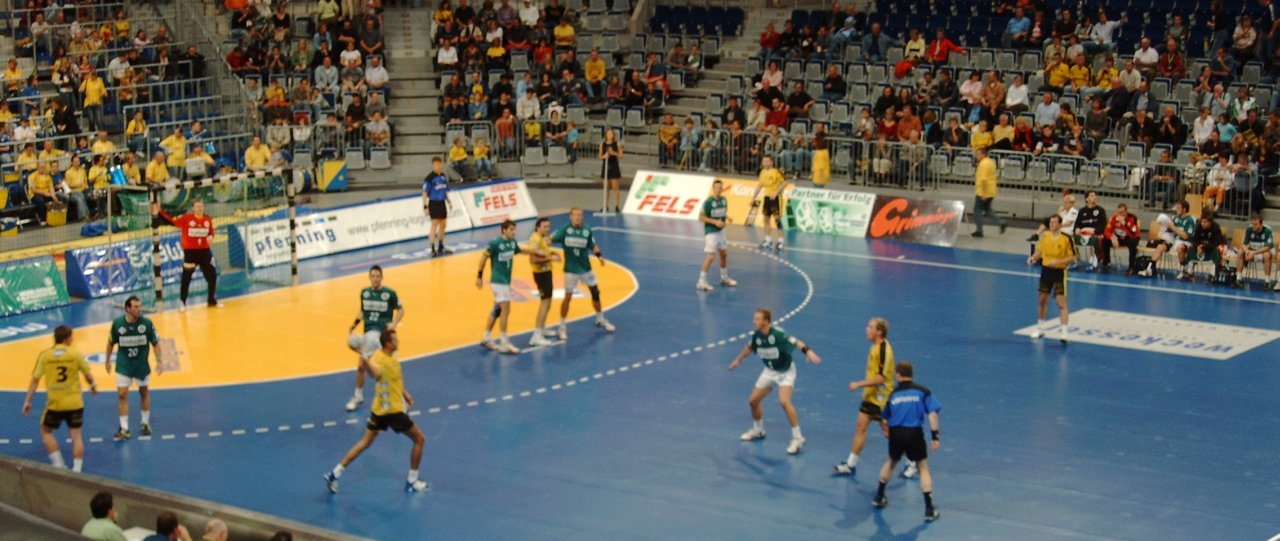
Die SG Kronau/Östringen im Angriff gegen die HSG Wetzlar

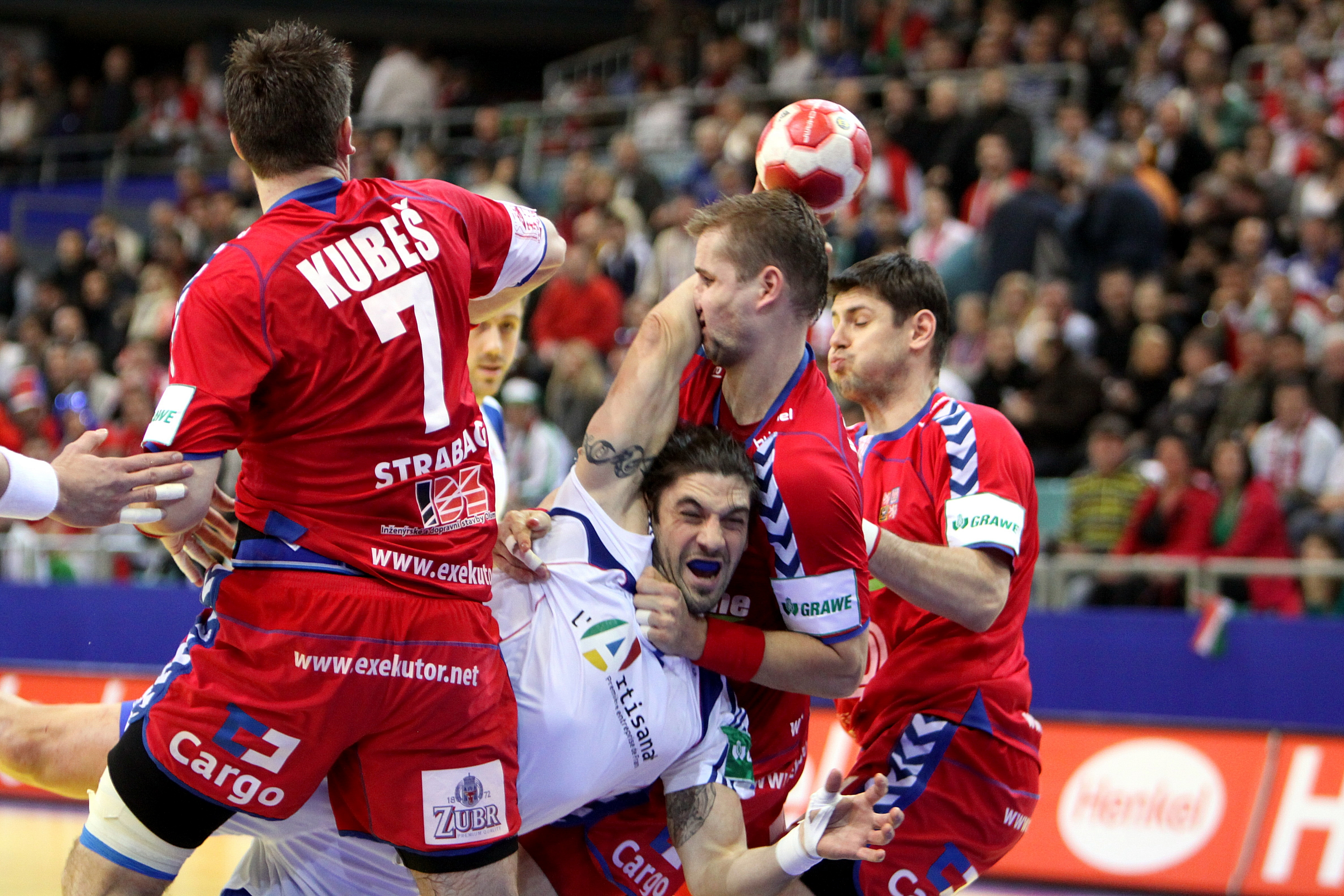
Ein Spieler wird von mehreren Gegenspielern am Torwurf gehindert

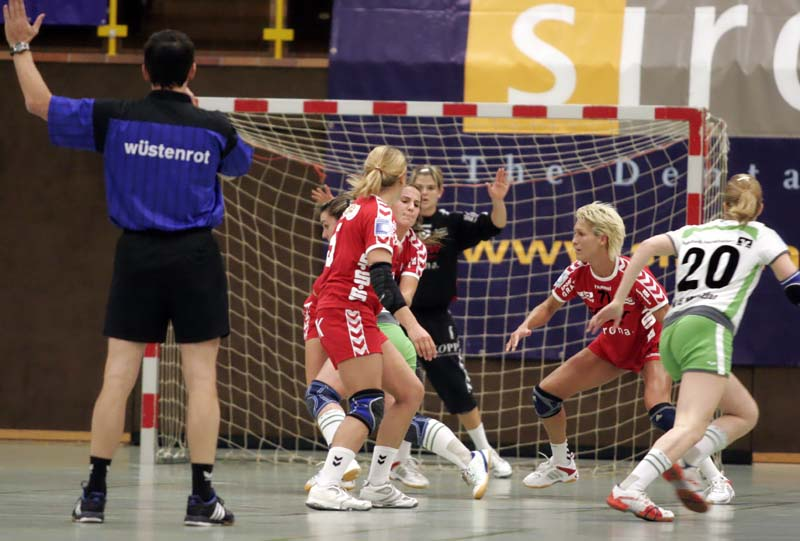
Passives Spiel – angezeigt durch den erhobenen linken Arm des Feldschiedsrichters

Die Verteidiger (Abwehrspieler) bilden aufgrund der Topographie des Spielfelds in der Regel eine Zonendeckung vor dem Wurfkreis. Es gibt eine Vielzahl von Varianten dieser Zonendeckung entsprechend den unterschiedlichen Angriffsstrategien der Angreifer. Die Zonendeckung führt ebenfalls zu einer starken Spezialisierung der Spieler. In der Regel unterscheidet man bei den Angriffsspielern die Außenspieler (Linksaußen [LA] und Rechtsaußen [RA]), Rückraumspieler (Rückraumlinks [RL], Rückraummitte [RM], Rückraumrechts [RR]) und den Kreisläufer (Kreismitte [KM]).
Zur besseren Unterscheidung bei Ansprachen, Trainingsskizzen usw. werden die entsprechenden Abwehrspieler unterteilt in die Außenspieler (Außenlinks [AL] und Außenrechts [AR]), Halbspieler (Halblinks [HL] und Halbrechts [HR]) und Mittelblock (Innenlinks [IL] und Innenrechts [IR]). Abweichungen davon ergeben sich durch die Struktur der gewählten Verteidigung.
Zudem gibt es durch die schnelle Wechselmöglichkeit (ohne Anmeldung, beliebig oft) die Chance, spezialisierte Angriffs- und Abwehrspieler einzusetzen.
Die Angreifer versuchen entweder durch Einzelaktionen oder durch gruppen- bzw. mannschaftstaktische Angriffskonzeptionen einen Spieler in eine günstige Wurfposition zu bringen und ein Tor zu erzielen.
Die zwei gebräuchlichsten Deckungsvarianten sind 6–0 (die Grundposition aller Spieler ist direkt am Wurfkreis) und 5–1 (der mittlere Abwehrspieler ist vorgezogen). Eine weiterhin verbreitete Deckungsvariante ist die 3–2–1-Deckung. Daneben gibt es noch die 4–2-Deckung, bei der zwei Abwehrspieler vor der Deckung meist gegen den rechten sowie linken Rückraumspieler (RR und RL) agieren. Selten sind die 3–3-Deckung (mit drei vorgezogenen Abwehrspielern), die 1–5-Deckung, bei der alle Spieler bis auf den Gegenspieler des Kreisläufers vorgezogen sind, und die offene Manndeckung, die gelegentlich bei sehr engen Spielständen in den letzten Minuten eines Spiels angewandt wird. Oft praktiziert wird auch eine einzelne Manndeckung gegen herausragende Angriffsspieler einer Mannschaft, was jedoch dazu führt, dass die verbleibenden 5 Abwehrspieler jeweils mehr Raum zu verteidigen haben. Häufig wird diese Art der Deckung auch in Überzahl angewendet, wenn ein gegnerischer Spieler eine 2-Minuten-Strafe absitzt. Allen Deckungsvarianten ist gemeinsam, dass oft versucht wird, bei Würfen der Rückraumspieler ein Zusammenspiel zwischen Torwart und Deckungsblock zu erreichen. So ist es Aufgabe des Deckungsblocks, den Wurf auf eine Seite des Tores zu verhindern, und der Torwart „übernimmt“ dann die andere Seite.
Obwohl es sich also meist um eine Zonenverteidigung handelt, ist der entscheidende Punkt die Zuordnung jedes Angreifers zu den Abwehrspielern. Mit den Angriffskonzeptionen wird versucht, die Zuordnung zu stören, Abspracheprobleme beim Übergeben/Übernehmen von Angriffsspielern in der Deckung zu erzwingen und so eine Überzahlsituation zu schaffen, in der ein Angreifer möglichst ungehindert zum Torwurf gelangt. Wurfstarke Rückraumspieler haben, wenn sie ungestört auf das Tor werfen können, immer eine sehr gute Torchance. Im Gegensatz zu den meist wurfgewaltigen Rückraumspielern sind Außen- und Kreisspieler in der Regel variantenreicher, was das Wurfrepertoire angeht, und darauf trainiert, auch noch aus sehr spitzen und damit ungünstigen Winkeln den Ball im Tor unterzubringen, wenn sie zu einem Sprungwurf in den Torraum kommen.
Im Jugendhandball bis einschließlich zur C-Jugend muss eine offensive Deckung (1–5, 2–4 o. ä.) praktiziert werden. In vielen Landesverbänden gibt es Regelungen, dass die Jugendspieler bis zur E-Jugend nur zwei- oder dreimal dribbeln dürfen und dann abspielen müssen. Diese Maßnahmen sollen zu einer besseren Entwicklung der individuellen Stärken aller Spieler beitragen sowie Verbesserungen im Bereich der Motorik erzielen.

### Passives Spiel
Diese Spielweise – häufig auch als „Zeitspiel“ bezeichnet – ist beim Handball laut IHF-Regelwerk untersagt. Das bedeutet, dass eine Mannschaft, die keinen erkennbaren Drang zum Tor aufbaut bzw. keine Anstrengungen unternimmt, ein Tor zu erzielen, durch den oder die Schiedsrichter per Handzeichen (Hand wird gehoben, „passives Vorwarnzeichen“) ermahnt wird. Stellt sich daraufhin keine Besserung ein, haben die Schiedsrichter die Möglichkeit, den Angriff der passiv spielenden Mannschaft abzubrechen, so dass die verteidigende Mannschaft einen Angriff einleiten kann.
Diese Regel macht den Sport für die Zuschauer schneller und attraktiver, da es kaum torabschlusslose Phasen gibt. Allerdings gibt die Auslegung dieser Regel immer wieder Anlass zu Diskussionen, denn es bleibt im Ermessen der Schiedsrichter, ab wann der Druck aufs Tor zu gering ist und als „passiv“ geahndet werden kann. Als Erfahrungswert gilt eine Angriffsdauer von etwa 30 bis 45 Sekunden bis zum Anzeigen des Vorwarnzeichens durch die Schiedsrichter. Unmittelbar nach dem Anzeigen des passiven Vorwarnzeichens bleiben der angreifenden Mannschaft maximal vier Pässe bis zum Abpfiff durch den oder die Schiedsrichter. Durch eine progressive Strafe eines Spielers der abwehrenden Mannschaft (Gelbe Karte, 2-Minuten Strafe oder Rote Karte) oder einen Torwurf der in Ballbesitz befindlichen Mannschaft, welche vom Tor oder dem Torwart zurück zu der Mannschaft gelangt, wird das Zeitspiel wieder aufgehoben.

## Geschichte

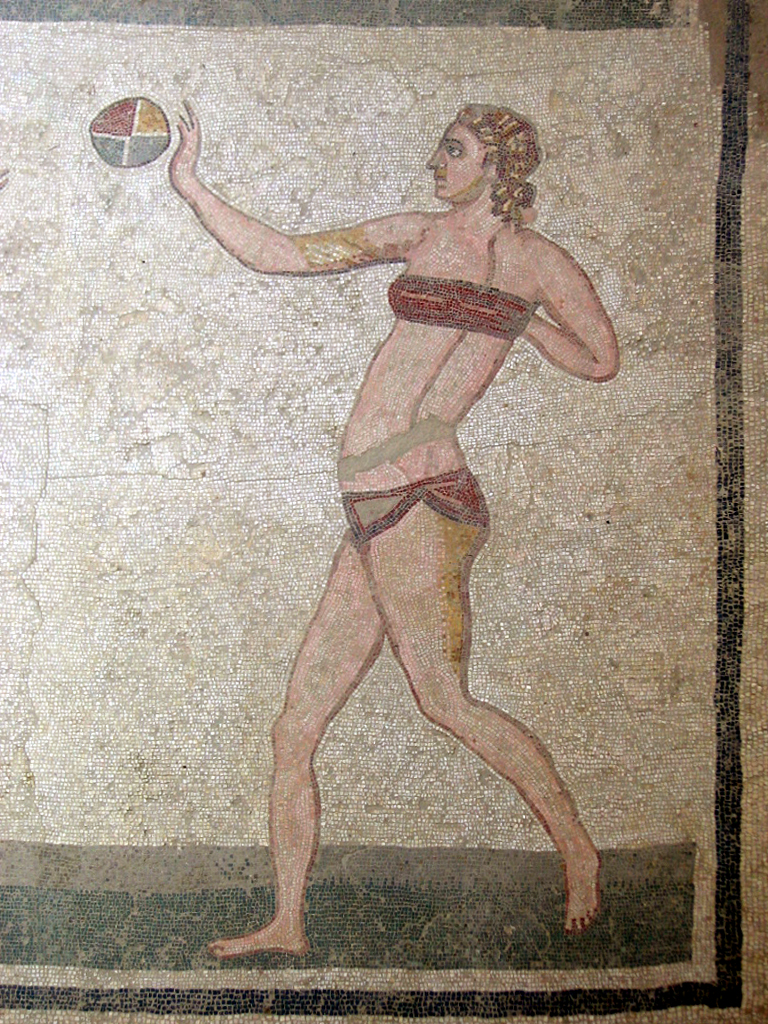
Harpastum, die römische Form von (Frauen)-Handball. Mosaik in der Villa Romana del Casale

Bereits in der Antike gab es handballähnliche Spiele wie Urania oder auch Harpaston in Griechenland und – in der latinisierten Namensform harpastum – bei den Römern. Auch im Mittelalter wurden verschiedene Fangspiele gespielt.
Das eigentliche Handballspiel entwickelte sich aber erst um die Jahrhundertwende vom 19. zum 20. Jahrhundert aus verschiedenen Ballspielen, wie zum Beispiel Netz-, Korb-, Raff- oder Turmball. Daraus gingen dann erstmals Spiele hervor, bei denen auf Tore geworfen wurde. Das erste Regelwerk wurde 1898 von dem dänischen Lehrer und Oberstleutnant Holger Louis Nielsen aus Ordrup bei Kopenhagen entworfen. Der Ball durfte nur drei Sekunden gehalten werden, und mit ihm durfte nicht gelaufen werden.
Als Geburtstag des Handballs gilt der 29. Oktober 1917, als der Berliner Oberturnwart Max Heiser (1879–1921) festlegte, dass das 1915 von ihm für Frauen entworfene Spiel „Torball“ zukünftig „Handball“ heißen solle, und er ebenfalls feste Regeln bestimmte. Mit dem Spiel wollte er für Mädchen eine Möglichkeit schaffen, sich auszutoben, da Jungenspiele, wie beispielsweise Fußball, ihm zu körperbetont erschienen. Dementsprechend war seinerzeit auch jede Art von Kampf verboten und das Spiel ohne Körperkontakt.
Zwei Jahre später entwickelte der Berliner Turnlehrer Carl Schelenz (1890–1956) Heisers Spiel weiter und machte es auch für Jungen und Männer attraktiv, indem er Zweikämpfe erlaubte und den Ball verkleinerte, womit er das Werfen in den Vordergrund stellte. Auch führte er das Prellen ein. Die restlichen Grundlagen wie Spielfeld, Mannschaftsgröße und Schiedsrichter übernahm Schelenz praktischerweise vom Fußball. Daraufhin wurde Handball immer beliebter, und schnell bildeten sich erste Mannschaften. Insbesondere in der Militär- und Polizeisportbewegung wurde das Spiel schnell populär, weshalb Militärsportvereine wie der PSV Berlin (9 Titel von 1922–1931) und der MSV Hindenburg Minden (1936) nicht zufällig Meistertitel feierten. Insbesondere im Dritten Reich propagierten die Funktionäre den Handball als ideale Vorbereitung auf den Krieg, indem sie etwa die Vorzüge des Trainings für das Handgranatenwerfen anpriesen.
Die Sportvereinigung Fichte richtete 1919 eine deutsche Meisterschaft der Arbeitersportvereine aus, dessen Verband dem Spiel aber zunächst skeptisch gegenüberstand. Popularisiert wurde das neue Spiel vielmehr von der Deutschen Turnerschaft und der Deutschen Sportbehörde für Leichtathletik (erst 1934 wurde mit dem Fachamt für Handball ein Handballverband gegründet). 1921 wurde schließlich die erste deutsche Meisterschaft ausgetragen, die der TSV 1860 Spandau gewann. Nach den Regeln von Schelenz wurde Handball bereits 1919 in Uruguay gespielt, wo es sich schnell zum Nationalsport entwickelte.
Das erste offizielle Handballländerspiel fand am 13. September 1925 in Halle an der Saale zwischen den Männermannschaften von Deutschland und Österreich statt. Die österreichische Auswahl besiegte dabei Deutschland mit 6:3. Davor gab es Länderspiele der Arbeitermannschaften im Juli 1925 an der Arbeiterolympiade. 1928 wurde dann im Rahmen der Olympischen Spiele in Amsterdam der erste internationale Handballverband IAHF von den elf Ländern USA, Kanada, Dänemark, Finnland, Frankreich, Griechenland, Irland, Österreich, Schweden, Tschechoslowakei und Deutschland gegründet. In dieser Zeit wurde das Regelwerk erstmals offiziell festgelegt und vereinheitlicht. In der Zeit von 1922 bis 1933 wurden die deutschen Handballmeisterschaften parallel von zwei verschiedenen Verbänden (Deutsche Sportbehörde und Deutsche Turnerschaft) ausgetragen, so dass es für jedes Jahr zwei deutsche Meister gab.
Als die eher deutschnational ausgerichtete Deutsche Turnerschaft am 1. September 1923 auf ihrem Reichstreffen die „reinliche Scheidung von Turnern und Sportlern“ beschloss, weil die übrigen Sportverbände und hier vor allem die Ballsportverbände, sich nicht auch als politische, sondern lediglich als sportspezifische Verbände verstanden, gründeten viele Handballer eigene Vereine.

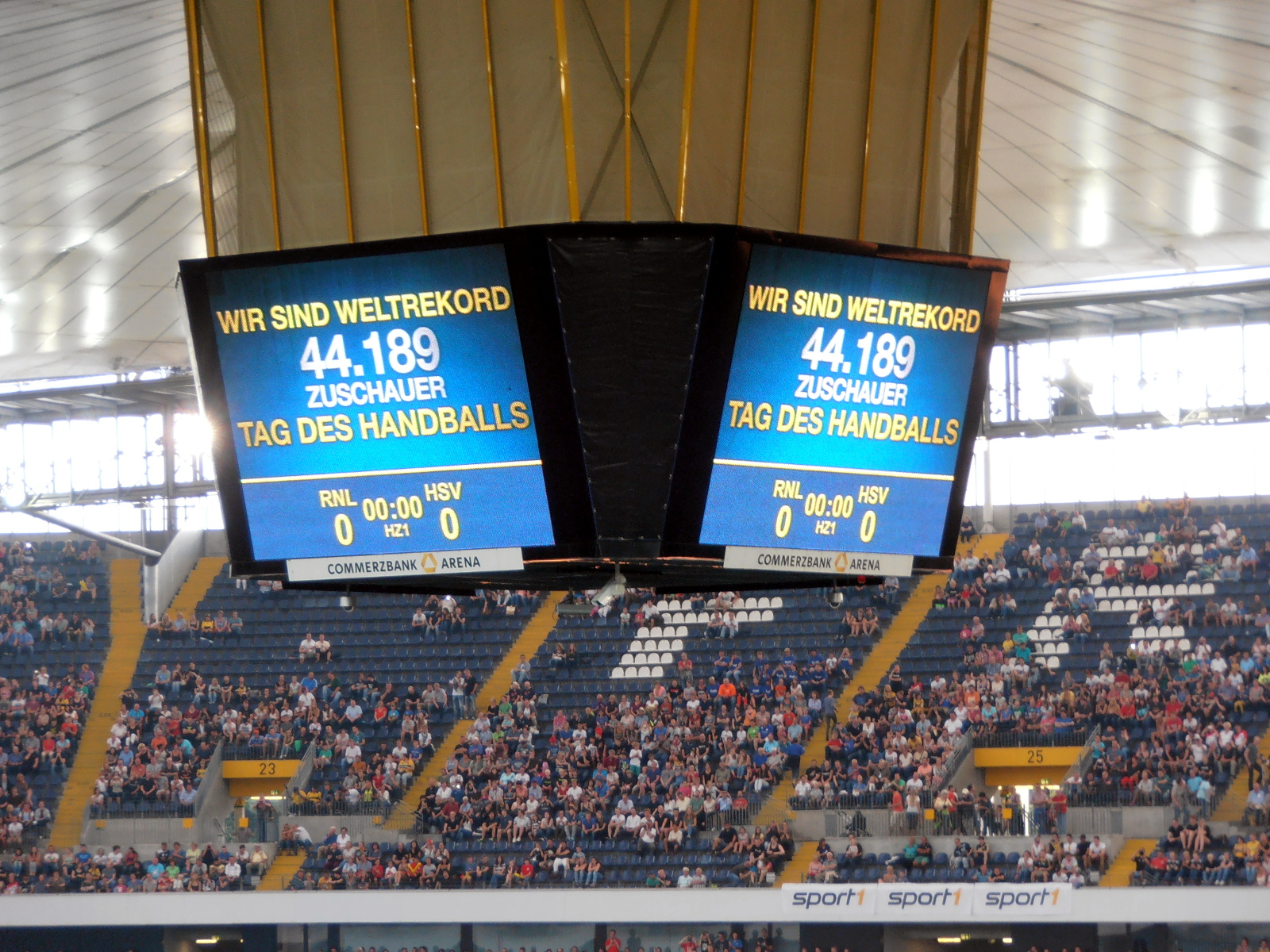
44.189 Zuschauer beim Tag des Handballs am 6. September 2014

Olympisch war Feldhandball das erste und einzige Mal bei den Olympischen Sommerspielen 1936 in Berlin, aber auch nur auf Bestreben Adolf Hitlers hin, da Deutschland den Feldhandball zu dieser Zeit klar dominierte. Die deutsche Auswahl gewann dann auch im Endspiel gegen Österreich vor 100.000 Zuschauern, was bis heute weltweit als Zuschauerrekord für Handballspiele (Feld und Halle) gilt. Die ersten Herren-Weltmeisterschaften sowohl im Feld- als auch im Hallenhandball wurden 1938 in Berlin ausgetragen. Auch hier setzte sich in beiden Turnieren die deutsche Mannschaft durch.
Nach dem Zweiten Weltkrieg musste die Organisation und Struktur des Handballs wieder aufgebaut werden, so wurde 1946 die International Handball Federation IHF gegründet. Die erste Feldhandball-Weltmeisterschaft nach dem Zweiten Weltkrieg im Jahre 1948 gewann Schweden. Infolge des Krieges durfte keine deutsche Mannschaft teilnehmen.
1949 wurde der Deutsche Handballbund DHB gegründet. Die ersten deutschen Nachkriegsmeisterschaften wurden bereits 1948 ausgetragen. Der Feldhandball entwickelte sich rasch weiter, was sicher auch mit der Vormachtstellung der deutschen Nationalmannschaft in Europa zusammenhing. So wurden 6 von 7 Weltmeisterschaften von deutschen Mannschaften gewonnen. Einer der besten und bekanntesten Spieler der damaligen Zeit war Bernhard Kempa, Erfinder des Kempa-Tricks. Deutsche Rekordnationalspieler sind Erwin Porzner (DHB) mit 33 Länderspielen für den DHB bzw. Rudi Hirsch (DHV) mit 49 Einsätzen für den DHV und die gesamtdeutsche Mannschaft. 1959 gewann die DDR-Auswahl einen innerdeutschen Vergleich gegen die Nationalmannschaft der Bundesrepublik und wurde danach zur DDR-Mannschaft des Jahres gewählt.
1949 wurden die ersten Weltmeisterschaften im Frauen-Handball ausgetragen. Bei den Feldhandball-WM, die 1949, 1956 und 1960 ausgespielt wurden, siegten Ungarn und zweimal Rumänien. Hallenhandball für Frauen erlebte 1957 mit der Einführung der Weltmeisterschaften (mit zunächst 9 Teams) und der Titelvergabe des Deutschen Meisters einen Aufschwung.
Parallel zum Feldhandball entwickelte sich aber auch der Hallenhandball immer weiter. Treibende Kraft beim Gang in die Hallen waren vor allem die skandinavischen Länder, die aufgrund der klimatischen Bedingungen nach Möglichkeiten suchten, Taktik und Tempospiel voranzutreiben, ohne auf Wind, Wetter und Jahreszeiten Rücksicht nehmen zu müssen. Die Herren-Nationalmannschaften aus Dänemark und Schweden bestritten auch am 8. März 1935 in Kopenhagen das erste Länderspiel in der Halle. Das Spiel wurde, nachdem die Regeln der neuen Umgebung angepasst wurden, sicherer, schneller und somit auch attraktiver. Insbesondere die Schweden entwickelten das Spiel taktisch weiter, indem sie etwa die Position des Kreisläufers einführten. Trotz der anfänglich gleichen Behandlung von Hallen- und Feldhandball setzte sich der Hallenhandball immer mehr durch. Der Hallenhandball der Männer wurde 1972 in München olympische Disziplin, was endgültig dazu führte, dass Feldhandball in Zukunft keine Rolle mehr spielen würde. So fanden dann auch 1975 die letzten Meisterschaften im Feldhandball statt, seither wurde Handball praktisch mit Hallenhandball gleichgesetzt. Hallenhandball für Frauen wurde dann 1976 in Montreal ebenfalls olympisch.
Im Hallenhandball werden regelmäßig Welt- und Europameisterschaften ausgetragen.
Die europaweit erfolgreichsten Handballvereine bei den Herren sind der FC Barcelona mit zwölf Titeln in europäischen Wettbewerben und der VfL Gummersbach mit neun Titeln. Den ersten deutschen Europapokalsieg der Landesmeister errang Frisch Auf Göppingen im Jahr 1960. Die meisten Deutschen Meisterschaften im Hallenhandball gewann der THW Kiel (23 Titel), gefolgt vom VfL Gummersbach (12) und Frisch Auf Göppingen (9).

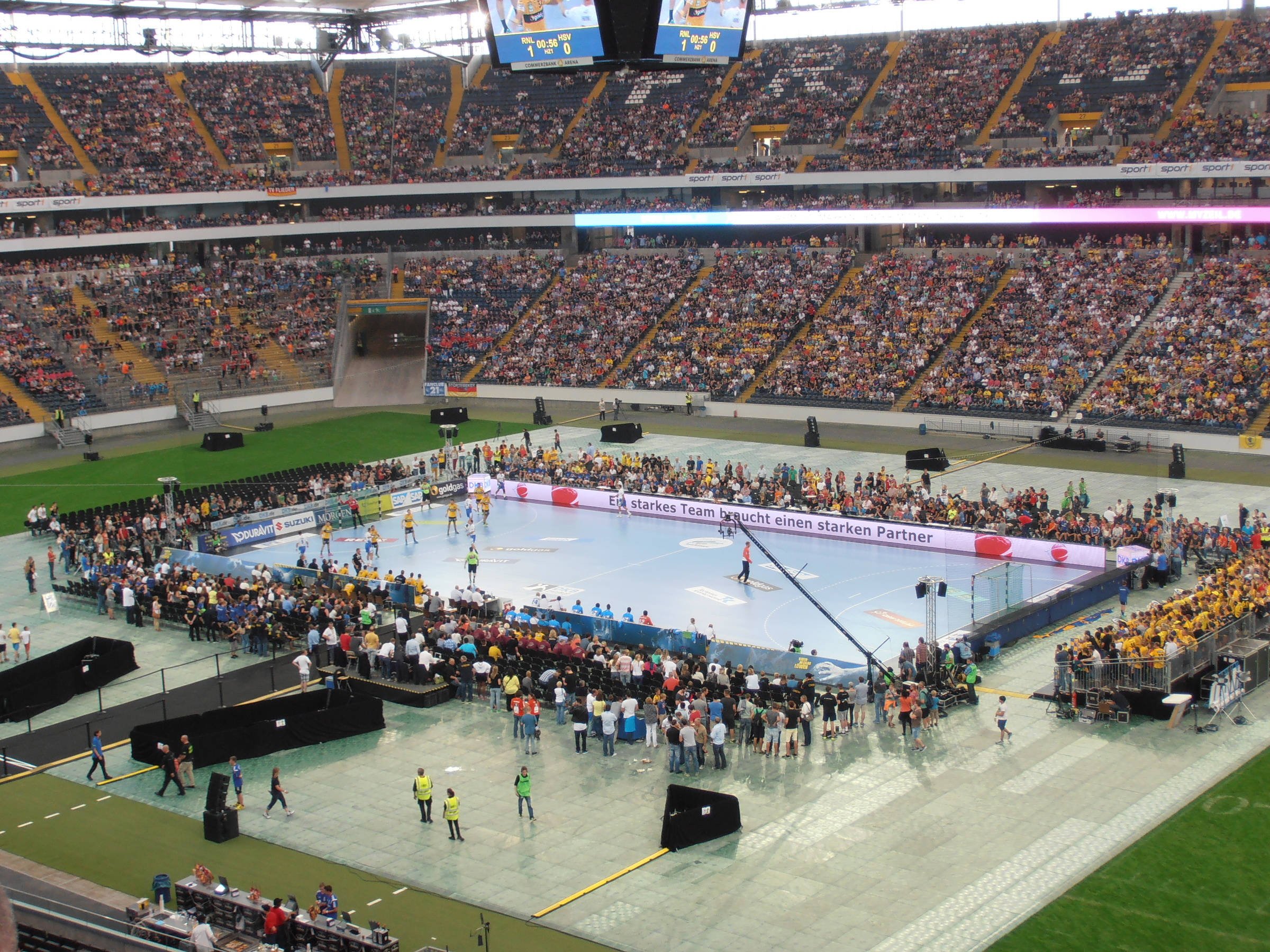
Szene aus dem Handballspiel Rhein-Neckar Löwen gegen HSV Hamburg

Am 6. September 2014 wurde in der Commerzbank-Arena im Rahmen des Tags des Handballs beim Bundesligaspiel zwischen den Rhein-Neckar Löwen und dem HSV Hamburg ein neuer Zuschauerweltrekord für Hallenhandball aufgestellt. 44.189 Zuschauer sahen das Spiel, welches die Rhein-Neckar-Löwen mit zwei Toren Vorsprung gewinnen konnten. Seit der Europameisterschaft 2024 in Deutschland hält das Eröffnungsspiel der Deutschen Nationalmannschaft diesen Rekord. Bei der Partie gegen die Schweiz sahen 53.586 Zuschauer das Spiel in der Düsseldorfer Merkur-Spiel-Arena. Das eigentliche Fußballstadion wurde mit Zusatztribünen erweitert, um diese Kapazität zu fassen.

## Verbreitung

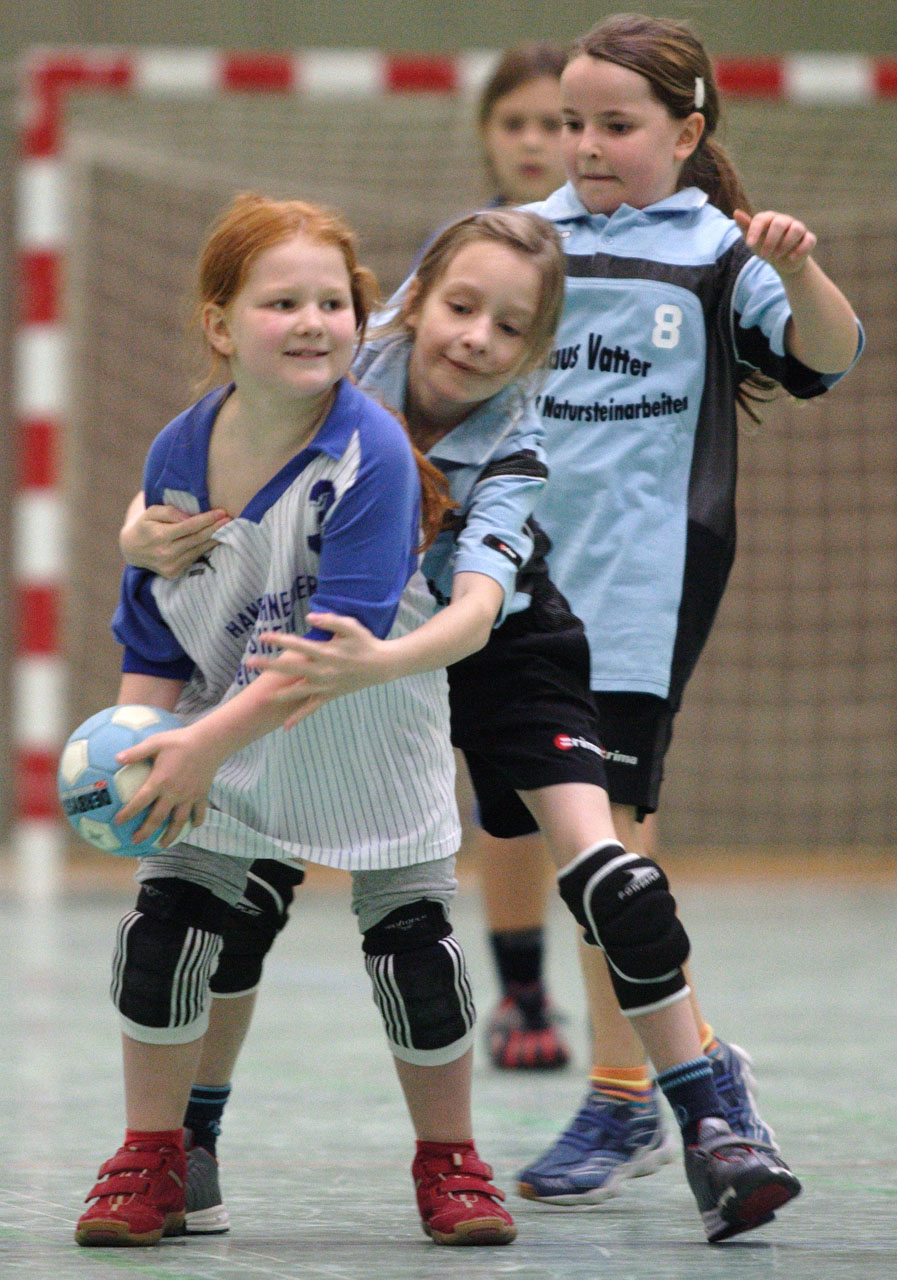
Für Mädchen ist Handball eine der beliebtesten Mannschaftssportarten in Deutschland (Szene aus einem E-Jugendspiel)

Handball ist vor allem in Europa beliebt, außerhalb Europas ist Handball weniger populär. Größeren Zuspruch in nichteuropäischen Ländern genießt Handball beispielsweise in Nordafrika (vor allem Tunesien und Ägypten) und in Asien (vor allem Südkorea und Japan). Neuerdings findet das Spiel auch in arabischen Ländern (Katar) und in Teilen Südamerikas (Argentinien, Brasilien) größere Verbreitung.
Auch in Europa ist Handball nicht überall gleich verbreitet, so ist er auf den britischen Inseln beispielsweise nahezu unbekannt. Neben den Profi-Ligen in Deutschland, Österreich, Ungarn und der Schweiz wird Handball vor allem in Spanien, Frankreich, den mittel- und osteuropäischen Ländern, Südosteuropa (Kroatien, Slowenien, Serbien, Mazedonien) und in Nordeuropa (Dänemark, Schweden, Island, Norwegen) gespielt.
Diese Verbreitung hat verschiedene Gründe. Zum einen ist Handball eine relativ junge Sportart, vor allem die heute fast ausschließlich betriebene Hallen-Variante. Daher waren in vielen Ländern andere Sportarten bereits sehr populär, als Handball gerade aufkam. Zum anderen setzt Hallenhandball das Vorhandensein von Sporthallen voraus. Dritter Punkt ist, dass die Regeln im Handball – etwa im Vergleich zum Fußball – sowohl für die Spieler als auch für die Zuschauer komplizierter sind, zumal das Spielgeschehen sehr viel schneller ist. Hinzu kommt, dass sich Handball im angelsächsischen Raum nicht durchsetzen konnte (zum Beispiel in Nordamerika und Australien).
Doch auch aus Ländern, in denen Handball weniger populär ist, finden immer wieder Spieler ihren Weg in europäische Spitzenligen. So spielen in der deutschen Bundesliga zum Beispiel Niederländer und Brasilianer. In der spanischen Liga spielen einige (Ex-)Kubaner, die größtenteils inzwischen aber die spanische Staatsbürgerschaft angenommen haben und für die spanische Nationalmannschaft spielen. Beim Handball ist dies – anders als beim Fußball – möglich. Während die FIFA Spieler, die für eine A-Nationalmannschaft ein Pflichtspiel absolviert haben, für alle anderen Nationalteams sperrt, gibt es eine solche Regel bei der IHF nicht. Daher gibt es zahlreiche Spieler, die Länderspiele für zwei Nationen absolviert haben, zum Beispiel Bogdan Wenta für Polen und Deutschland, Andrej Klimovets für Belarus und Deutschland oder Talant Dujshebaev für Russland und Spanien.

## Organisation
Der Handball in Europa ist in der European Handball Federation (EHF) organisiert, die wiederum ein Kontinentalverband der International Handball Federation (IHF) ist. Regeln und internationale Vereinbarungen werden in den meisten Fällen von der obersten Instanz beschlossen und wirken bis zur Basis. Ausnahmen des DHB, ÖHB oder SHV bzw. in den Regionalverbänden sind in bestimmten Bereichen dennoch möglich.

## Medien
Wichtige internationale Turniere wie die Handball-WM 2023 wurden in den vergangenen Jahren häufig von den öffentlich-rechtlichen Sendern ARD und ZDF live übertragen. Die EHF Champions League und EHF European League zeigt seit der Saison 2023/24 der Sportsender Dyn. Hier sind auch die Handball-Bundesliga, 2. Handball-Bundesliga und der DHB-Pokal live und auf Abruf zu sehen. Die Handball-Bundesliga der Frauen übertragen Sportdeutschland.TV und – im Rahmen einer Sublizenz – auch Dyn.

## Inklusion
Handball bei Special Olympics ist eine Sportart, die auf den Regeln von Handball beruht und in Wettbewerben und Trainingseinheiten der Organisation Special Olympics weltweit für geistig und mehrfach behinderte Menschen angeboten wird. Handball ist seit 1991 bei Special Olympics World Games vertreten.

## Erstligavereine im deutschsprachigen Raum

### Ostbelgien
- HC Eynatten

### Südtirol
- SSV Bozen Loacker

### Verbände
- International Handball Federation
- European Handball Federation
- Deutscher Handballbund
- Österreichischer Handballbund
- Schweizerischer Handball-Verband

### Trainerwesen
- Deutsche Handball-Trainervereinigung